# Floerkea proserpinacoides
Floerkea proserpinacoides là một loài thực vật có hoa trong họ Limnanthaceae. Loài này được Willd. mô tả khoa học đầu tiên năm 1801.